# San Pedro Ixcatlán (kommun)
San Pedro Ixcatlán är en kommun i Mexiko.   Den ligger i delstaten Oaxaca, i den sydöstra delen av landet, 300 km sydost om huvudstaden Mexico City.
Följande samhällen finns i San Pedro Ixcatlán:
- San Pedro Ixcatlán
- Cerro Quemado
- San Felipe Tílpam
- El Progreso
- Arroyo Murciélago
- Camino Sacristán
- Loma Coyol San Martín
- Arroyo Zontle
- La Pochota
- Emiliano Zapata
- San Fernando